# David Arkin
David Arkin (24 de diciembre de 1941 - 14 de enero de 1991) fue un actor estadounidense, fue conocido por sus numerosas apariciones en las películas de Robert Altman, siendo los más recordados el Sargento Vollmer en MASH (donde también escribió y prestó su voz a los anuncios por megafonía), Harry en The Long Goodbye (1973), Norman en Nashville (1975) y el Cartero/Oficial de Policía en Popeye (1980).

## Primeros años y educación
Arkin nació en Los Ángeles, California. Se graduó de la Escuela Preparatoria University y egreso de la UCLA con una especialización en Artes Teatrales.

## Carrera
Inició con crédito de "introducción" en I Love You, Alice B. Toklas (1968) y breves apariciones en El valle de las muñecas (1967), Todos los hombres del presidente (1976) y Cannonball (1976).
Su participación en televisión incluyen Hawaii Five-O, Whitney and the Robot, y una aparición durante toda la temporada como el personaje Gabriel Kaye en la serie de televisión de CBS Storefront Lawyers, coprotagonizada por Robert Foxworth y Sheila Larken. También apareció en The Tonight Show Starring Johnny Carson y en los programas nocturnos de Joey Bishop y Steve Allen con la compañía de comedia improvisada de Hollywood Sunset Strip, The Session (que incluía a Richard Dreyfuss, Rob Reiner, Larry Bishop, Bobbie Shaw-Chance, Marj Dusay y Phil Mishkin); posteriormente actuó con la compañía de gira The Second City.
Arkin escribió la obra Human Cargo: Great Escapes, que su esposa, Ana E. Curry, produjo posteriormente con su compañía Old Dime Box Productions para la cadena de televisión Showtime como Escape: Human Cargo, la película la cual fue protagonizada por Treat Williams y se filmó en Israel. También produjo y dirigió One Man's Opinion, una versión políticamente incorrecta de películas recién estrenadas; la protagonizaron Arkin y el profesor Tyrone Shaw.

## Familia y muerte
Arkin se casó tres veces primero con Deborah Lee Lubin (10 de agosto de 1978 - 14 de agosto de 1981), después con Lynn Coleman Gillham (17 de junio de 1965 - agosto de 1967) (divorciado) y finalmente con la actriz Ana E. Curry desde 1982 hasta su muerte. No tuvo hijos.
Como aclaración David Arkin no tenía parentesco con el actor Alan Arkin ni con su hijo, Adam Arkin (también actor). El padre de Alan era David I. Arkin.
Arkin también es reconocido por haber ayudado a su amigo Arnold Schwarzenegger (entonces Arnold Strong) a iniciar su carrera en el cine, recomendándolo mientras se estaba preparando el reparto de The Long Goodbye.
Se suicidó el 14 de enero de 1991, en Los Ángeles, California, a los 49 años. Está enterrado en el cementerio de Woodlawn en Santa Mónica también en California.

## Filmografía
| Film       | Film                        | Film                                   | Film              |
| Year       | Title                       | Role                                   | Notes             |
| ---------- | --------------------------- | -------------------------------------- | ----------------- |
| 1965       | Summer Children             | Cable                                  |                   |
| 1967       | Valley of the Dolls         | Chico de Western Union                 | Sin acreditar     |
| 1968       | I Love You, Alice B. Toklas | Herbie Fine                            |                   |
| 1970       | M*A*S*H                     | Staff Sergeant Vollmer / Locutor de PA |                   |
| 1970       | Up in the Cellar            | Hugo Caine                             |                   |
| 1973       | The Long Goodbye            | Harry                                  |                   |
| 1975       | Nashville                   | Normando                               |                   |
| 1976       | All the President's Men     | Eugenio Bachinski                      |                   |
| 1976       | Cannonball!                 | Productor de televisión / Presentador  |                   |
| 1980       | Popeye                      | El Cartero / Oficial de Policía        | (final film role) |
| Televisión |                             |                                        |                   |
| Year       | Title                       | Role                                   | Notes             |
| 1970       | Hawaii Five-O               | George Loomis                          | 1 episodio        |
| 1970       | Storefront Lawyers          | Gabriel Kaye                           | 3 episodios       |
| 1975       | Medical Story               |                                        | 1 episodio        |
| 1979       | Whitney and the Robot       | David                                  |                   |